# G.Soul
GSoul（韓語：지소울），本名金志賢（音譯，1988年6月16日—），韓國創作型歌手，為JYP娛樂2015年推出的新人，尚未出道就已經累積相當高的知名度，曾在2010年MBC藝能節目《Radio Star》由於主持人們的關注引發網友熱烈討論。經歷長達15年的練習生生涯，於2015年1月19日在韓國出道。2017年6月結束與JYP娛樂的合約，正式加入由歌手朴宰範、Cha Cha Malone共同成立的國際性嘻哈音樂公司「H1GHR MUSIC」。退伍後2019年12月2日，G.Soul從吉兒史考特（Jill Scott）的歌獲得靈感命名，起了新的藝名“GOLDEN”，含有“金色”、“特別”、“精彩”的意義。曾用藝名G.Soul（韓語：지소울）、GOLDEN。

## 經歷

### 出道前
小學六年級的13歲G.Soul，於2001年參加韓國SBS的《朴軫永的人才養成計劃-99%》節目，與Wonder Girls的先藝、2AM的趙權同時被選為JYP娛樂的練習生，之後曾參與電視劇《浪漫滿屋》、電影《Syndrome》原聲帶的配唱。G.Soul獨特且深具靈魂的嗓音深受製作人朴軫永讚賞，被送去美國學習純正的R&B、Soul音樂。期間原有機會在美國出道，但恰逢2008年金融危機衝擊，唱片公司不願投資高風險的項目，身為亞裔歌手的G.Soul首當其衝，出道計畫被迫停止，但他仍堅持繼續留在美國深造音樂，為此還推辭《Dream High》演出的機會，最後在美國總共待了9年。2013年自紐約市立大學布魯克林學院畢業，帶著20首自創歌曲回到韓國。

### 2015年：《Coming Home》
2015年1月9日，JYP娛樂於官方推特發布G.Soul即將出道的消息，並同步釋出G.Soul獨自作詞作曲的出道迷你專輯《Coming Home》的預告短片，隨後製作人朴軫永更在個人推特上撰文力薦。1月11日釋出專輯封面照和完整曲目，12日發布預購消息，14日零時（韓國時間）釋出出道主打歌曲〈You〉的預告短片，19日釋出〈You〉的完整版MV與專輯音源，透過JYP娛樂子公司Studio J出道。20日正式發行實體專輯。1月28日告示牌根據歌迷的期待、音樂榜單、Youtube觀看次數和業內人士評價為基準，評選出《2015年受矚目的五位K-Pop歌手》，G.Soul是其中之一，另外在2015年韓國流行音樂最佳二十首歌曲中，以〈You〉名列第七。

### 2016年：《遠遠地（멀리멀리）》
5月6日JYP娛樂公布G.Soul的回歸單曲的預告照；5月12日公開〈遠遠地（멀리멀리）〉和〈我們現在去往何方（우리 이젠 어디로）〉兩支MV及音源，其中主打歌曲〈遠遠地（멀리멀리）〉公開後隨即登上Mnet、Olleh、Naver三個音源榜單的實時榜首位。

### 2017年：《Circles》
6月結結束與JYP娛樂的合約，正式加入嘻哈音樂公司「H1GHR MUSIC」，並推出富有嘻哈和R&B音樂性的全新迷你專輯和單曲。他表示加入新公司是希望與不同的人創作不同的音樂。他於12月26日正式入伍。

### 2019年：《Hate everything》
12月2日退伍後，G.Soul 換掉從 JYP 時期就一直使用的藝名，以「GOLDEN」之名回歸樂壇。同名主打「Hate Everything」是 GOLDEN 在軍中寫下的作品，當時他正經歷失戀，同時在軍中也因為念心理系的關係，幫許多同梯們進行諮商，聽到了不少離別故事後而創作的歌曲。美麗的鋼琴旋律，搭配 GOLDEN 靈魂滿載的歌聲，感到共鳴的同時得到治癒。

### 2020年：The Voice of Korea 2020
在《The Voice of Korea 2020》節目中最短時間獲得all pass的參賽者，在決賽中唱了已故歌手劉在夏的《被遮掩的路》，融合了原曲較為簡單的曲風與自己的R&B特色，唱出對未來的迷惘，在最終100%觀眾投票中奪得第一名，獲得了5000萬韓幣的獎金（約130萬台幣）。

## 個人生活
2016年11月7日，JYP娛樂證實G.Soul與miss A成員Min正在交往中。2017年3月8日，兩人宣布分手，回到同事關係。

## 音樂作品

### 迷你專輯
- Coming Home（2015年1月20日）
- Dirty（2015年9月10日）
- Circles (2017年9月7日）

### 單曲
- Love Me Again（2015年6月29日）
- 遠遠地（2016年5月12日）
- bad habit（2017年7月5日）
- I'll be there (2017年12月25日)
- Hate Everything (2019年12月11日)

### 合作歌曲
- G.Soul數位單曲 - Smooth Operator（feat. San E）（2016年2月16日）
- CODE KUNST《MUGGLES' MANSION》 - FIRE WATER （feat. G.Soul、Tablo）（2017年2月28日）
- G.Soul數位單曲 - Tequila（feat. Hoody）（2017年6月27日）
- Zico迷你專輯《Television》 - ANTI（feat. G.Soul）（2017年7月12日）
- Junoflo (Show Me The Money 6) - Eyes on me（feat. G.Soul, Dok2）（2017年8月19日）
- LEE HI(이하이) - NO WAY (feat. G.Soul)（2019年5月30日）
- GroovyRoom - FYL (feat. Golden(골든))（2020年8月28日）
- ØZI - LUFU (feat. GSoul, Arin Ray)（2021年2月25日）
- 辉人 - Butterfly (feat. GSoul)（2021年4月13日）

### 原聲帶
- 《浪漫滿屋原聲帶．Too late》（2004年7月19日）
- 《Syndrome原聲帶．品行頌》（2006年9月4日）
- 《Syndrome原聲帶．Open》（2006年9月4日）

## 演唱會
| 日期                            | 城市                            | 地點                            |
| 2016年JYP Nation「Mix & Match」 | 2016年JYP Nation「Mix & Match」 | 2016年JYP Nation「Mix & Match」 |
| ------------------------------- | ------------------------------- | ------------------------------- |
| 2016年8月6日－7日               | 首爾站                          | 首爾蠶室體育館                  |
| 2016年9月2日－4日               | 東京站                          | 國立代代木競技場第一體育館      |

## 提名及獲獎列表
| 年度   | 頒獎典禮             | 獎項   | 提名項目 | 結果 | 引用資料 |
| ------ | -------------------- | ------ | -------- | ---- | -------- |
| 2015年 | Gaon Chart K-POP大獎 | 新人賞 | G.Soul   | 提名 | [ 18 ]   |

## 主要音樂節目榜單排名
| 歌曲名稱                               | 年份   | 排行榜最高名次        | 排行榜最高名次      | 排行榜最高名次         | 排行榜最高名次   | 排行榜最高名次              | 專輯          |
| 歌曲名稱                               | 年份   | Mnet 《M! Countdown》 | KBS2 《Music Bank》 | MBC 《Show! 音樂中心》 | SBS 《人氣歌謠》 | MBC MUSIC 《Show Champion》 | 專輯          |
| -------------------------------------- | ------ | --------------------- | ------------------- | ---------------------- | ---------------- | --------------------------- | ------------- |
| You                                    | 2015年 | /                     | 10                  | 7                      | 6                | 11                          | Coming Home   |
| Love Me Again                          | 2015年 | /                     | /                   | /                      | /                | /                           | Love Me Again |
| 為你瘋狂                               | 2015年 | /                     | /                   | /                      | /                | /                           | Dirty         |
| 遠遠地                                 | 2016年 | /                     | 44                  | /                      | /                | /                           | 遠遠地        |
| 「/」表示沒有相關資料；「*」為打榜中。 |        |                       |                     |                        |                  |                             |               |

## 外部連結
- 官方网站（英文）
- G.Soul的X（前Twitter） （英文）
- G.Soul的Instagram帳戶（英文）
- G.Soul的SoundCloud页面 （英文）